# 아파치 피봇
아파치 피봇(Apache Pivot)은 자바나 JVM 호환 언어로 리치 웹 애플리케이션을 빌드하기 위한 오픈 소스 플랫폼이다. 아파치 라이선스 버전 2.0으로 출시된다.

## 구조
클래스들은 다음의 분류로 분류된다:
- 코어 클래스: 다른 분류의 클래스들이 기능하도록 한다
- WTK 클래스: 버튼과 리스트 등의 사용자 인터페이스 요소들을 제공한다. 모델-뷰-컨트롤러 아키텍처에 따라 빌드된다. 피봇 클래스 중 대부분은 WTK 분류에 포함된다.
- 웹 클래스: 원격 컴퓨터와 통신할 수 있게 한다
- 차트: 소프트웨어 엔지니어가 상호작용 차트를 빌드할 수 있게 한다
- 도구: 유틸리티 기능을 제공한다

## WTK
WTK(위젯 툴킷/widgets toolkit)은 아파치 피봇의 그래픽 요소이다. JFC/스윙, SWT, 자바FX와 같은 다른 자바 GUI 라이브러리보다 더 많은 위젯이 있다. 구성 요소들은 자바2D에 기반을 두며 스킨을 입힐 수 있으며 컬러 스킴을 지원한다. "키친 실크"와 "컴포넌트 익스플로러" 데모는 상호작용의 전반적인 개요와 가능성을 보여준다. 게다가 개방형 구조 덕택에 자체 제작된 구성 요소를 추가하고 사용하기 쉽다. 또, WTK의 일부는 이른바 데코레이터로서, 구성 요소에 그래픽 요소, 심지어는 애니메이션도 추가할 수 있다.

## BXML
아파치 피봇에서 GUI는 보통 BXML 파일을 사용하여 디자인된다. BXML은 자바 오브젝트 계층의 구성을 단순하게 만들기 위한 XML 기반 마크업 언어이다. 아파치 피봇 애플리케이션의 사용자 인터페이스를 정의하기 위해 대부분 사용되지만 사용자 인터페이스 구성에만 국한된 것은 아니며 오브젝트 타입의 계층을 만들기 위해 사용할 수 있다. 아파치 피봇의 경우 디자이너는 WTK 구성 요소를 배치시키고 자바 코드를 한 줄도 작성하지 않은 채 속성을 설정할 수 있다. 더 복잡한 프로젝트의 경우 로직 추가를 위해 각 BXML 파일에 대해 보통은 하나의 클래스 파일이 있지만 다른 방법으로도 추가가 가능하다.